# Nunc dimittis (Pärt)
Nunc dimittis est une œuvre pour chœur mixte a cappella écrite par Arvo Pärt, compositeur estonien associé au mouvement de musique minimaliste.

## Historique
Composée en 2001, cette œuvre est une commande pour le chœur de la cathédrale épiscopalienne Sainte-Marie d'Édimbourg.

## Discographie
- Sur le disque Triodion par le chœur Polyphony dirigé par Stephen Layton, Hyperion, 2003.
- Sur le disque Stabat Mater par le chœur de la cathédrale épiscopalienne Sainte-Marie d'Édimbourg dirigé par Matthew Owens, Black Box, 2004.